# Hans Weymar
Hans Adolph Weymar (* 1. Februar 1884 in Uelsby; † 4. Juli 1959 in Hamburg), auch der „schöne Hans“ genannt, war ein deutscher Fußballspieler.

## Karriere

### Vereine
Weymar gehörte von 1901 bis 1917 dem SC Victoria Hamburg an, für den er im Hamburg-Altonaer Fußball-Bund in der regional höchsten Spielklasse, der A-Klasse spielte. In dieser Zeit gewann er mit der Mannschaft sechsmal die Klassenmeisterschaft, einmal, 1904/05, erst im Entscheidungsspiel, das mit 5:4 gegen den SC Germania von 1887 gewonnen wurde. Diesbezüglich kam er zu insgesamt vier Spielen in der Endrunde um die Deutsche Meisterschaft zum Einsatz. Am 28. Mai 1905 verlor er mit seiner Mannschaft in Berlin mit 3:5 gegen den Dresdner SC bereits im Auftaktspiel, wie auch am 29. April 1906 in Altona bei der 1:3-Niederlage gegen den Berliner TuFC Union 92. Am 8. Mai 1907 gelangte er mit seiner Mannschaft bis ins Halbfinale, das in Hamburg mit 1:3 gegen den Berliner TuFC Viktoria 89 verloren wurde.

### Nationalmannschaft

Mit der deutschen Fußballnationalmannschaft
am 5. April 1908 (2. v. r.)

Weymar bestritt vier Länderspiele für die A-Nationalmannschaft, wobei er zu jenen elf gehörte, die das erste offizielle Länderspiel am 5. April 1908 in Basel bei der 3:5-Niederlage gegen die Schweizer Nationalmannschaft verlor. Seine weiteren drei Länderspiele gingen ebenfalls allesamt verloren; am 20. April und 17. Juni 1908 mit 1:5 gegen die Nationalmannschaft Englands in Berlin und mit 2:3 gegen die Nationalmannschaft Österreichs in Wien und am 16. Oktober 1910 mit 1:2 gegen die Nationalmannschaft der Niederlande in Kleve.

## Erfolge
- Meister des HAFB 1905, 1906, 1907, 1908, 1909, 1913
- Sykes Pokal-Sieger 1907

## Sonstiges
Weymar erlernte den Beruf des Bankkaufmanns und arbeitete später als Geschäftsführer eines Viehgroßhandels auf dem Hamburger Schlachthof.
Eine im Ersten Weltkrieg erlittene Fersenverletzung zwang ihn mit dem Fußballspielen aufzuhören. Er schloss sich dem Harvestehuder Tennis und Hockey-Club an, für den er regelmäßig spielte. Bei hochsommerlichen Temperaturen erlitt er während eines Tennis-Doppel einen Herzinfarkt, an dessen Folgen er am 4. Juli 1959 75-jährig verstarb.